# Medicine Lodge (Kansas)
Medicine Lodge település az Amerikai Egyesült Államok Kansas államában, Barber megyében, melynek megyeszékhelye is. Lakosainak száma 1781 fő (2020. április 1.).

## Népesség
A település népességének változása:

| 2010 | 2 009 |
| 2020 | 1 781 |